# Anton von Boij
Anton von Boij, född 12 december 1631 i Stockholm, död 1 september 1710, var en svensk bruksidkare. Han var son till Anders Boij.

## Biografi
von Boij uppges ha studerat vid Uppsala universitet och är troligen den Antonius Andreæ Stocholmensis som skrevs in vid universitetet 1644. Han besökte även flera utländska universitet och utbildade sig i bergsvetenskapen genom resor i Tyskland, Frankrike och Nederländerna. Efter faderns död övertog han Tivedsbruken, anlade tillsammans med Jonas Dreffling 1671 Brattfors hammare i Svartån i Ramundeboda socken, 1679 Holms masugn i samma socken, 1686 Forsviks hammare och Granviks masugn i Undenäs socken, 1691 Åboda masugn i Askersunds socken, 1692 Aspa hammare i Hammars socken och Algrena hammare i Askersunds socken, 1696 Igelbäcks masugn i Hammars socken och 1699 en knipphammare vid Stora Lassåna. Han adlades 1676 och erhöll även assessors titel.
Han ligger begravd under en gravsten i mitten av den gamla kyrkplatsen för Ramundeboda kyrka, som 1898-1899 togs ned och flyttades in till Laxå centrum. Han var kyrkans byggherre.